# Fridolin Anderwert
Fridolin Andrewert (Frauenfeld, 19 de setembro de 1828 – Berna, 25 de dezembro de 1880) foi um político suíço. Foi membro do Conselho Federal suíço de 1875 a 1880.

## Biografia
Ele foi eleito para o Conselho Federal da Suíça em 10 de dezembro de 1875 e foi membro do Conselho até 25 de dezembro de 1880. Ele era filiado ao Partido Democrático Livre da Suíça.
Durante seu mandato, ele ocupou o Departamento de Justiça e Polícia e foi Vice- Presidente da Confederação Suíça em 1880.

Em 7 de dezembro de 1880 foi eleito Presidente da Confederação Suíça para o ano de 1881. Imediatamente após a eleição, uma campanha desagradável estourou na imprensa, em particular sobre os hábitos alimentares do solteiro obeso, mas também rumores de que ele era um visitante regular em bordéis gays. Atraído por exaustão física e depressão severa, Anderwert suicidou-se no dia de Natal de 1880 no "Kleine Schanze", um pequeno parque próximo às Casas do Parlamento. A única frase publicada de sua carta de despedida afirma: "Eles querem uma vítima, eles a terão".